# Acta Mycologica
Acta Mycologica là một tạp chí khoa học của Ba Lan, được thành lập năm 1965, chuyên xuất bản các công trình nghiên cứu liên quan đến bệnh nấm học, ngoài ra tạp chí cũng công bố các công trình nghiên cứu liên quan đến địa y học. Tạp chí xuất bản bằng tiếng Anh và có phạm vi quốc tế. Alina Skirgiełło là tổng biên tập đầu tiên của Tạp chí. Tạp chí xuất bản một năm 2 số, và truy cập dữ liệu trên hệ thống Truy cập mở (Open Access).

## Mã số xuất bản[1]
- e-ISSN: 2353-074X (bản điện tử)
- p-ISSN: 0001-625X (Từ năm 2015, tạp chí đã không còn xuất bản bản in)
- Cơ quan xuất bản: Hiệp hội thực vật Ba Lan

## Chỉ số của tạp chí[1]
- Chỉ số SJR (Scimago Journal Rank) năm 2019: 0.217[2]
- Chỉ số SNIP (Source Normalized Impact per Paper) năm 2019: 0.484[2]
- Chỉ số Scopus CiteScore năm 2019: 0.8[2]
- Chỉ số H Index năm 2019: 3[3]
- Danh mục tạp chí SCIE năm 2019: Nhóm Q3[3]
- Acta Mycologica được lập chỉ mục trích dẫn khoa học trong các cơ sở dữ liệu: AGRICOLA; AGRO; Biological Abstracts; BIOSIS Previews; CAB Abstracts; DOAJ; EBSCO; Google Scholar; ProQuest; Scopus; WorldCat[4].

## Hội đồng khoa học[1]
- Giáo sư, tiến sĩ khoa học LEI CAI, Viện Microbiology, Học viện Công nghệ Trung Quốc.
- Giáo sư, tiến sĩ khoa học ANDERS DAHLBERG, Khoa Tài nguyên Thiên nhiên và Khoa học Nông nghiệp, Đại học Khoa học Nông nghiệp Thụy Điển
- Giáo sư, tiến sĩ khoa học MAGDALENA FRĄC, Viện Vật lý Nông học, Học viện Hàn lâm Khoa học Ba Lan
- Tiến sĩ TINE GREBENC, Viện Lâm nghiệp Slovenia
- Tiến sĩ khoa học AGNIESZKA JAMIOŁKOWSKA, Khoa Làm vườn và Kiến trúc Cảnh quan, Đại học Khoa học sự sống ở Lublin
- Tiến sĩ khoa học IZABELA KAŁUCKA, Khoa Sinh học và Bảo vệ Môi trường, Đại học Łódź
- Giáo sư, tiến sĩ khoa học MARTIN KUKWA, Khoa Sinh học, Đại học Gdańsk
- Giáo sư, tiến sĩ khoa học KATHLEEN H. LAVOIE, Khoa Khoa học Tự nhiên, Trường Đại học Bang New York tại Plattsburgh
- Tiến sĩ JIŘÍ MALÍČEK, Viện Thực vật học, Học viện Khoa học Cộng hòa Séc
- Tiến sĩ GREGORY M. MUELLER, Vườn thực vật Chicago, Hoa Kỳ
- Giáo sư, tiến sĩ khoa học WIESŁAW MUŁENKO, Khoa Sinh học và Công nghệ Sinh học, Đại học Maria Curie-Skłodowska, Ba Lan
- Tiến sĩ RAFAŁ OGÓREK, Khoa Khoa học Sinh học, Đại học Wrocław
- Giáo sư, tiến sĩ khoa học GIANNI PACIONI, Khoa Khoa học Đời sống, Sức khỏe và Môi trường, Đại học L'Aquila
- Tiến sĩ MAŁGORZATA STASIŃSKA, Khoa Sinh học, Đại học Szczecin
- Tiến sĩ GÖRAN THOR, Khoa Tài nguyên Thiên nhiên và Khoa học Nông nghiệp, Đại học Khoa học Nông nghiệp Thụy Điển
- Tiến sĩ MICHAL TOMŠOVSKÝ, Khoa Lâm nghiệp và Công nghệ Gỗ, Đại học Mendel ở Brno, Cộng hòa Séc
- Tiến sĩ CHRISTINA WEDÉN, Khoa Dược, Đại học Uppsala, Thụy Điển